# 사이버 여론 조작
사이버 여론 조작은 개인이나 집단이 개인의 사적인 목적이나 자기 집단의 이익을 위해서 사실 왜곡이나 허위 사실 등을 통해 인터넷상에서 여론을 왜곡시키는 행위이다. 인터넷 게시판이나 뉴스 기사 등의 댓글란이 주요 활동 공간이 된다.
대한민국에서는 사이버 여론 조작에 대해 두 가지 단어가 사용되고 있는데, '댓글 알바'와 '댓글 부대'가 있다. 일정한 급료를 받고 고용주의 이익에 부합하는 글을 인터넷상에 올려주는 속칭 '댓글 알바'는 사이버 여론 조작의 대표적인 예가 될 수 있다. '댓글 알바'는 고용주를 대리하여 특정 대상에 대한 비방 댓글을 통해 반사적 이익을 얻거나 특정한 대상에 대한 과장된 호평 댓글을 통해 이익을 얻는 일에 종사함으로써 고용주로부터 급료를 받는다. '댓글 알바'는 네티건과 다르며, 개인의 상업적 목적을 위한 홍보나 개인의 방문자수를 늘리기 위한 홍보 등과도 다르다. 이 때. '댓글 부대'는 급료를 받지 않는 사람들을 주로 지칭하나, 2020년대에는 두 단어가 혼용되어 사용된다. 영어에서는 급료를 받고 비슷한 내용의 댓글을 다는 사람들에게 돈으로 인터넷 트롤을 양성시킨다는 의미로 '트롤 농장'(Troll farm), '트롤 공장'(Troll factory)을 사용하기도 한다.
사이버 여론 조작은 정치, 사회 등 분쟁의 여지가 있는 요소들에 국한되지 않는다. 연예계나 일부 제품 등에 대한 성능에 대한 글을 도배하거나, 어떠한 제품을 원하도록 하거나, 연예인에 대한 일방적인 부정적 여론을 조작하는 행위도 포함한다. 또한 댓글 형태로 한정되는 것이 아니라, 게시글의 조회수나 추천과 비추천 비율 조작, 서버 공격 등이 포함된다.

## 활동

### 정치적 측면
특정 정당이나 정치인에 대해 욕설이나 비난 댓글을 달거나 비난의 대상이 되고 있는 정당이나 정치인에 대해 비호 댓글을 단다.

#### 사례
- 2002년: KBS에 의하면, 2002년 이명박이 서울시장에 취임한 이후 인터넷 여론 조작 논란에 휩싸였다.[8]

- 2004년: 열린우리당의 총선 출마 후보자 경선 과정에서 대학생들한테 돈을 주고 인터넷에 자신을 지지하도록 올린 후보가 구속되었다.[9]

- 2008년: 한나라당의 대선 후보 경선 당시 댓글 알바를 고용해 상대 후보 비방과 지지 후보 띄우기를 했던 당원이 징역 1년을 선고받았다.[10]

- 2009년: 민주당 이석현 의원이 "다음 아고라에 수백여명의 댓글 알바가 정부 비판 글을 대상으로 욕설 댓글을 올리고 있다"고 주장한 바 있다.[11][12]

- 2012년: 2007년 민주노동당 대선 당내 경선 당시, 경기동부지역 출신들이 만든 한 청소년단체가 새벽4시부터 밤 12시까지 영등포 모텔에서 공동생활하며 유급으로 특정 인물의 띄워주기나 비난하는 댓글을 작성하는 아르바이트를 했다고 밝혀 파문이 일었다.[13][14]

- 2012년 이명박 정부 국가정보원 소속 직원들이 조직적으로 인터넷 포털, 커뮤니티 사이트에서 여론 조작을 목적으로 친 정부 성향의 댓글을 단 대한민국 국가정보원 여론 조작 사건이 발생하였다.

- 2012년 새누리당 ‘국정홍보대책위원회’ 총괄팀장 겸 국민편익위원회 SNS미디어본부장을 겸직한 윤정훈 목사가 2012년 18대 대통령 선거를 앞두고 벌인 일명 십자군 알바단 사건이 발생하였다.[15]

- 2018년 김동원(필명: 드루킹) 등 더불어민주당원들이 수년 동안 인터넷 포털과 커뮤니티 등지에서 조직적인 대규모 댓글 조작으로 여론 조작을 해온 것이 적발된 더불어민주당원 댓글 조작 사건이 발생하였다.

### 경제적 측면
회사는 자사나 자사 제품에 대해서는 호평 댓글을 달고, 경쟁사나 경쟁사 제품에 대해서는 비방 댓글을 닮으로써 자사의 이익을 추구한다. 해당 제품을 광고하는 모델도 호평 댓글이나 비방 댓글의 대상이 될 수 있기 때문에 비방 댓글의 대상이 되는 연예인은 허위사실유포 행위나 악성 댓글의 피해자가 될 수 있다.

#### 사례
- 일부 음식점들이 광고업체를 이용하여 사실과는 다르지만, 맛집으로서의 홍보와 이에 따른 이익을 소비자로부터 편취하기 위해 블로그나 인터넷 카페 등에 호평 글과 댓글을 쓰는 방식으로 자신들의 음식점을 홍보하는 경우가 있어 논란이 있었다.[22]

### 사회적 측면

#### 사례
국가철도공단에서는 KTX의 민영화를 찬성하는 댓글을 하루에 20개씩 달으라는 내용이 발견되고 보도되었다.

## 폐해
사이버 여론 조작은 온라인 여론을 왜곡시켜 누리꾼들 간의 신뢰를 깨뜨리고 사회 혼란을 일으킬 수 있고, 누리꾼들이 댓글 서비스를 이용하는 데 있어서의 불쾌와 불신을 야기할 수 있다. 특히 특정인에 대한 비방성 댓글의 경우 피해자는 극도의 정신적 고통을 겪거나 금전적 손해를 입기도 한다.

## 관련 자료
- 이슈 털어주는 남자 332회:2013년 4월 25일
  - 1.곽동수 숭실사이버대학교 외래교수, 댓글 알바의 세계 총정리

## 같이 보기
- 여론 조작
- 악성 댓글
- 비정규직
- 댓글 알바
- 우마오당
- 스팸메일
- 대한민국 국가정보원 여론 조작 사건
- 십자군 알바단 사건
- 더불어민주당원 댓글 조작 사건